# Museo del cuore di Città del Capo
Il Museo del cuore di Città del Capo (inglese: Heart of Cape Town Museum) è un complesso museale nel sobborgo di Observatory di Città del Capo, in Sudafrica. Si trova all'interno dell'Ospedale Groote Schuur sulla Main Road. L'ospedale fu fondato nel in 1938 ed è famoso per essere l'istituzione dove ebbe luogo il primo trapianto di cuore umano, condotto dal chirurgo Christiaan Barnard, che aveva studiato all'Università di Città del Capo, sul paziente Louis Washkansky. Il museo ha aperto il 3 dicembre 2007, data che segnava il 40º anniversario del trapianto di cuore di Christiaan Barnard. Il Museo del cuore di Città del Capo onora tutti coloro che ebbero un ruolo importante in un'impresa chirurgica che aprì una nuova era della medicina. Esso richiama anche l'attenzione sulle implicazioni etiche e morali che emersero all'epoca. Evidenzia anche i modi in cui il successo di Barnard proiettò il Sudafrica e l'Università di Città del Capo su un palcoscenico internazionale.

## Museo
Il museo è allestito nel vecchio edificio principale dell'Ospedale Groote Schuur nelle stanze originali dove avvenne per il primo intervento di trapianto di cuore. Esso utilizza le stesse sale operatorie usate originariamente nel dicembre 1967 quando Denise Darvall e sua madre furono trasportate d'urgenza in ospedale dopo essere state investite da un veicolo. Il ricevente del cuore della Darvall era Louis Washkansky, un droghiere di 54 anni, che soffriva di diabete e di una cardiopatia incurabile. Una visita guidata di due ore fornisce approfondimenti sul donatore del cuore, sul ricevente, sulle questioni etiche e religiose riguardanti il "momento della morte" e altro.
La visita guidata del museo inizia con una rappresentazione dell'incidente d'auto che fornì il cuore per il trapianto, attraverso il laboratorio animale dove Barnard conduceva esperimenti con oltre 50 cani per perfezionare la tecnica di trapianto del cuore. Da là si può visitare un modello della stanza da letto di Denise Darvall e dell'ufficio di Christiaan Barnard prima di vedere una ricostruzione dell'intervento nelle effettive sale operatorie dove avvenne. Infine, i visitatori vedono una ricostruzione della stanza di ricovero di Louis Washkansky dopodiché possono essere assistiti dalle guide della visita per registrarsi come donatori di organi. Il museo presenta anche un lungo corridoio pieno di lettere di acclamazione e di critica per Barnard che mostrano la forte reazione etica e l'attenzione internazionale suscitate dall'intervento.

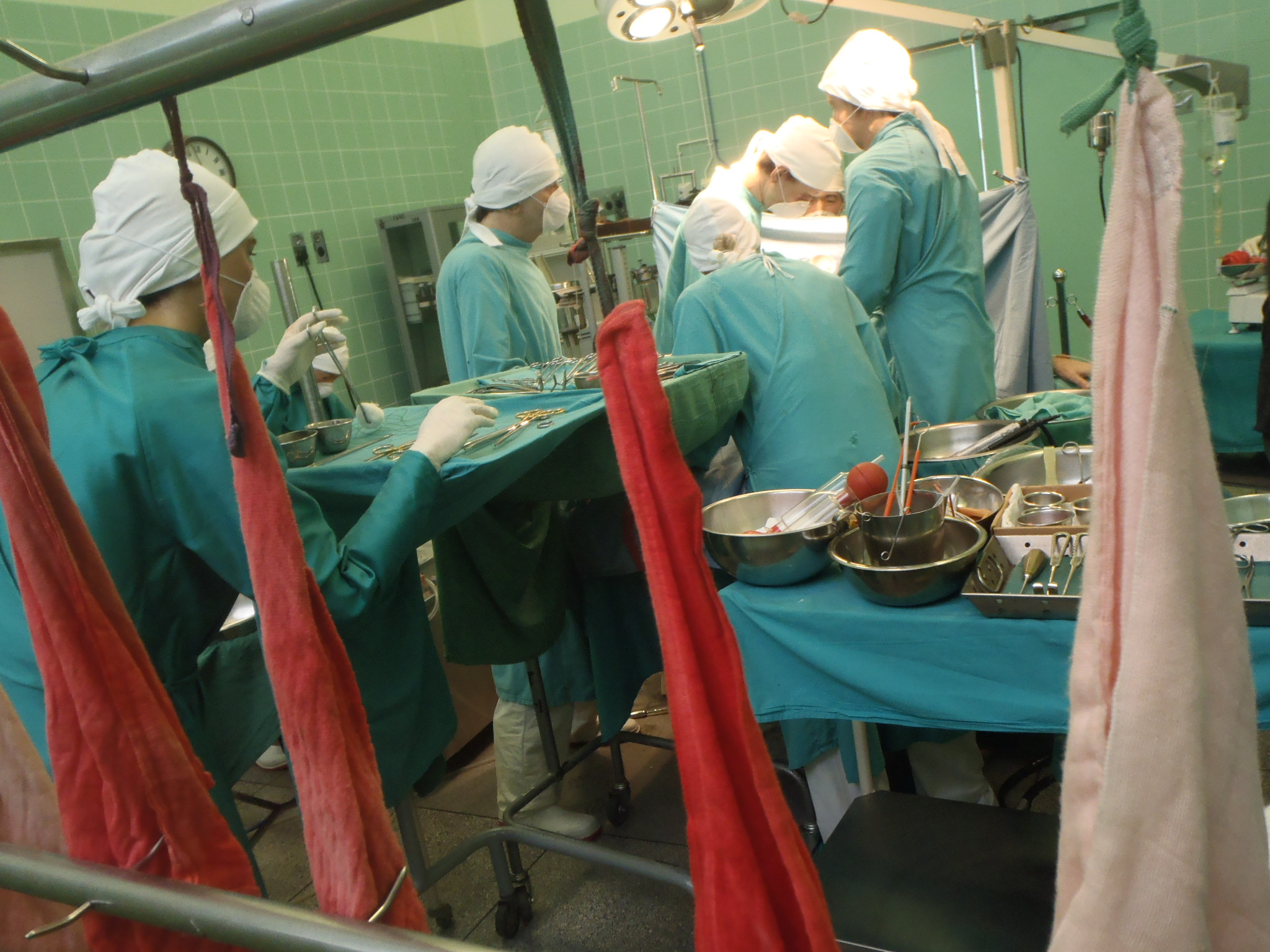
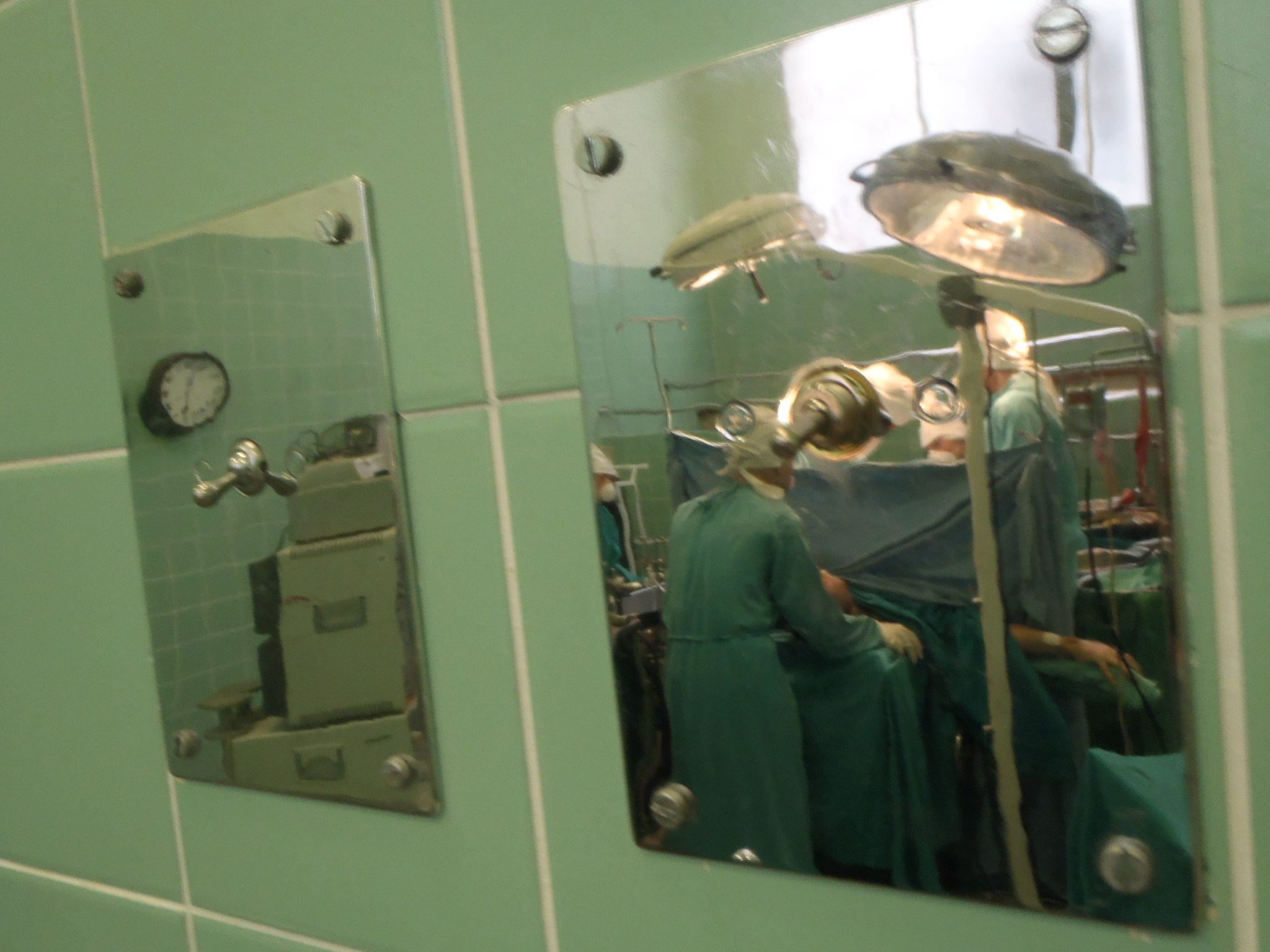
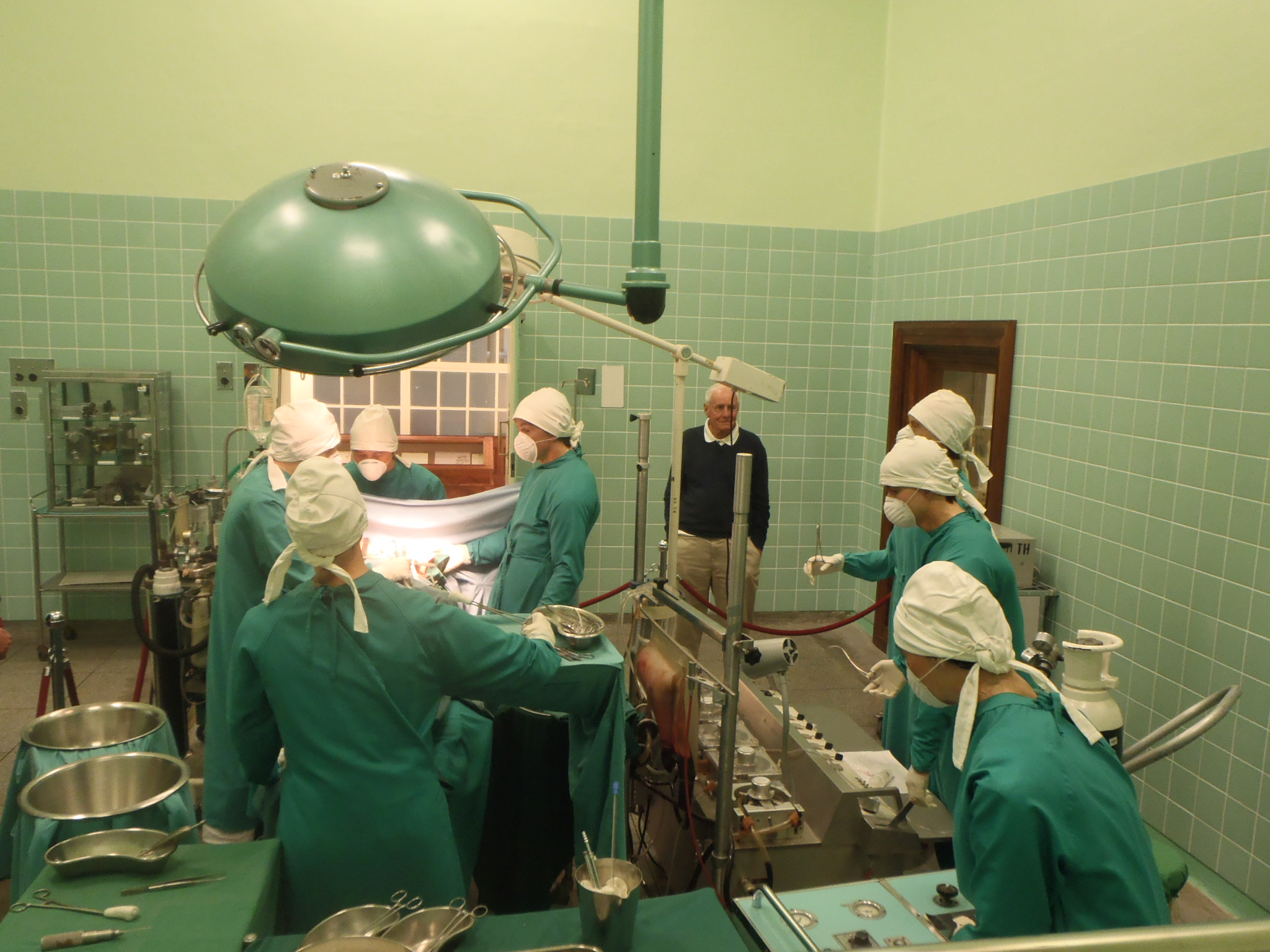

## Accoglienza del museo
Il museo è stato classificato dai viaggiatori della Lonely Planet al 67º posto tra le 918 cose da fare a Città del Capo. Il sito di viaggi "What's Up Cape Town" lo ha definito un "museo da vedere obbligatoriamente" (a must-see museum) a Città del Capo.

## Informazioni per i visitatori
Il museo è aperto dalle 9:00 alle 17:00, con le visitate guidate specializzate disponibili alle 09:00, 11:00, 13:00, 15:00 e le visite speciali prenotate disponibili alla 17:00. L'entraa per la visita costa 150 rand per i cittadini sudafricani, 75 rand per gli studenti e 300 rand per i visitatori internazionali. Per altri 50 rand, si può organizzare una navetta da e per gli alberghi dei visitatori.

## Personalità legate al museo
- Christiaan Barnard
- Norman Edward Shumway
- Denise Darvall
- Louis Washkansky
- Marius Barnard